# Лебедев, Николай Алексеевич (киновед)
Николай Алексеевич Лебедев (12 (24) октября 1897, Попасная — 24 июня 1978, Москва) — советский киновед и педагог, заслуженный деятель искусств РСФСР (1969), доктор искусствоведения (1963).

## Биография
В 1917—1918 годах — сотрудник редакции газеты «Известия». В 1918 году вступил в РКП(б). Заведовал организационным отделом Российского телеграфного агентства (РОСТА). В 1921 году по путевке Московского комитета партии пришёл в кинематограф.
В 1923 году стал первым редактором журнала «Пролеткино». В 1923–1924 годах вместе с режиссёром Владимиром Ерофеевым организовал и редактировал газету «Кино».
В 1924—1926 годах — член правления и первый секретарь Ассоциации революционной кинематографии (АРК), ответственный редактор «Кино-журнала АРК».
В 1925—1930 годах работал сценаристом и режиссёром Московской кинофабрики кинофабрики «Культурфильм».
В 1930—1933 годах был слушателем Института красной профессуры. Защитил диссертацию «К вопросу о специфике кино», которая вышла отдельной книгой.
С 1931 по 1978 год преподавал и заведовал кафедрами кинохроники, истории и теории кино во Всесоюзном государственном институте кинематографии. С 1940 года — профессор. В 1945—1946 годах по его инициативе в институте началась подготовка киноведов. В своих воспоминаниях киновед Марк Зак писал о нём:

Сейчас это легендарная фигура. А тогда... Тогда нам он казался еще более легендарным. Очень высокий, с орлиным профилем, с седыми волосами. Когда он говорил, ставил ногу на стул. Вообще он был очень пластичным. Лебедев – человек сложной судьбы. Истинный партиец. Журналист большевистских изданий в годы Гражданской войны. В 1922 году опубликовал в «Правде» статью «Внимание кинематографу!». (...) Именно он пробил киноведческий факультет; причем, пробил его осенью 1946 года. Понимая, что решение есть, а людей нет, набрал курс из студентов экономического факультета, из очень хороших девчат. Из той плеяды вышли замечательные люди.
В 1933 году — заместитель директора ГИКа по научно-исследовательской работе. В 1934—1936 и 1955—1956 годах — директор ВГИКа. В 1937—1939 годах — директор ГИТИСа.
В 1947—1948 годах — ответственный редактор журнала «Искусство кино» (номера 2 и 3 за 1947 год подписал как и. о. ответственного редактора, с № 4 — как ответственный редактор). В 1948 году в ходе кампании по борьбе с космополитизмом был снят с должности ответственного редактора журнала «Искусство кино» и изгнан из ВГИКа. Киновед Марат Власов вспоминал:

Характерный штрих времени: в каждый экземпляр книги Н. А. Лебедева «Очерк истории кино СССР. Немое кино» (издание 1947 года), которую мы брали в институтской библиотеке, был аккуратно вклеен многостраничный машинописный текст, где клеймились ошибки автора, разделившего, как известно, кинематографистов 20-х годов на «традиционалистов» и «новаторов». Концепция объявлялась антинаучной и крайне вредной, поскольку в рядах новаторов киноискусства оказались не только чрезмерно увлекавшиеся формой «в ущерб содержанию» Вертов, Кулешов, Эйзенштейн, но и недавно преданные анафеме как «безродные космополиты» ФЭКСы – Козинцев и Трауберг.
В 1949—1955 годах работал в секторе истории кино Института истории искусств АН СССР.
С 1967 по 1978 год возглавлял Совет по кинообразованию в школе и вузе при Союзе кинематографистов СССР. Киновед Армен Медведев писал о нём:

Николай Алексеевич был прежде всего поэтом и фанатиком кинематографа. Он был убежден, что XX век – это век кинематографа, и долг каждого интеллигентного человека – способствовать триумфу кинематографа, развитию этого удивительного дела.
Выступал в печати по вопросам кино с 1921 года. Печатался в научных сборниках, в журналах «Пролеткино», «Искусство кино», «Советский экран» и др., в газетах «Кино», «Советское кино», «Советская культура» и др. Автор ряда книг по проблемам истории, теории и социологии кинематографа.
Награждён тремя орденами, а также медалями.
Похоронен на Введенском кладбище (23 уч.).

## Фильмография
- 1925 – По Европе (Германия, Италия)
- 1927 – В стране Ленина
- 1927 – XV-й партсъезд ВКП(б)
- 1929 – Ворота Кавказа
- 1929 –  Страна Нахчо (Чечня)